# António Maló de Abreu
António Alberto Maló de Abreu (Moçâmedes, Angola, 14 de janeiro de 1957) é um médico dentista e político português. Foi deputado à Assembleia da República na XIV e na XV legislaturas pelo Partido Social Democrata. 
Foi eleito pelo Circulo da Fora da Europa. Foi presidente da Comissão de Saúde, deputado efetivo na Comissão de Negócios Estrangeiros e Comunidades Portuguesas, membro da Assembleia Parlamentar da CPLP e presidente do Grupo Parlamentar de Amizade Portugal-África do Sul.
Após Maló de Abreu foi convidado pelo partido Chega para ser deputado à Assembleia da República, em março de 2024, para o círculo de fora da Europa. Poucos dias depois, o ex-deputado do PSD anunciou que desistiu de integrar as listas do Chega às legislativas de 10 de março.

## Biografia
Estudou na Faculdade de Medicina da Universidade de Coimbra e licenciou-se na Faculdade de Medicina Dentária da Universidade de Lisboa.
Foi assistente da Faculdade de Medicina da Universidade de Coimbra (Departamento de Medicina Dentária, Estomatologia e Cirurgia Maxilo-Facial).
É pós-graduado em Bioética e em Direito e Economia da Saúde e do Medicamento pela Faculdade de Direito da Universidade de Lisboa.
É pós-graduado em Relações Internacionais e Diplomacia Política e Económica pela Universidade Lusófona.
É mestre em Relações Internacionais pela Universidade Lusófona com a dissertação "Portugueses residentes no estrangeiro - Estudo da abstenção eleitoral e da representação proporcional".
Foi presidente da Associação Académica de Coimbra em 1979/1980.
Foi membro da Assembleia de Representantes do Conselho Diretivo e do Conselho Pedagógico da Faculdade de Medicina da Universidade de Coimbra.
Foi presidente da Comissão Central da Queima das Fitas de Coimbra em 1980 (retomando as Tradições Académicas após onze anos de interregno, decretado pelo luto académico de 1969).
Foi presidente da Assembleia-Geral da A.A.C./O.A.F..
Foi membro da Assembleia Municipal de Coimbra (2001-2017).
Em 10 de janeiro de 2024, enquanto ex-vice presidente de Rui Rio, entra em colisão com Montenegro, novo presidente do seu partido, e sai do PSD, passando a deputado não inscrito. Maló de Abreu justificou a sua saída do PSD e da bancada social-democrata por não se rever na estratégia da direção do partido e "na inação" da liderança da bancada, nomeadamente "quanto às comunidades portuguesas". 

## Livros publicados
- «Um Tiro no Porta-aviões»
- «Andam à procura de beijos»
- «A Saúde - Nos programas dos Governos Constitucionais»
- «Os Negócios Estrangeiros - Nos programas dos Governos Constitucionais»[6]